# Louis-Antoine Ranvier
Louis-Antoine Ranvier (Lyon;  2 de octubre de 1835-Vendranges; 22 de marzo de  1922 ) fue un médico, histólogo y anatomista francés, descubrió la mielina (lípídos que recubren los axones) y los nodos de Ranvier (espacios entre las células gliales que recubren los axones de las neuronas, y que permiten incrementar la velocidad del impulso nervioso).
Ranvier estudió en Lyon (Francia) y se graduó en 1865. Encontró trabajo en un pequeño laboratorio de investigación privado perteneciente a Víctor André Cornil (1837-1908), juntos ofrecían un curso de Histología a los estudiantes de medicina. 
También escribieron juntos un importante libro de la Histopatología. 
En 1867 Ranvier entra al Collège de France y trabaja como asistente de Claude Bernard (1813-1878), más tarde, fue citado para una cátedra en anatomía en 1875.
En 1878 descubrió la mielina y los llamados nodos de Ranvier. También descubrió, entre otras estructuras anatómicas, las células de Merkel-Ranvier que se encuentran en la placa basal de la epidermis. En 1897 fundó la revista científica Archives d'Anatomie Microscopique con Edouard-Gérard Balbiani (1823-1899).
Algunos de sus más destacados estudiantes fueron Ferdinand-Jean Darier, Justin Marie Jolly, Joaquín Albarrán, Luis Simarro Lacabra (1851-1921), Fredrik Georg Gade (1855-1933). Falleció en 1922.